# 喉前庭
喉前庭（英語：laryngeal vestibule）即是聲帶上方的喉腔部分；其基部或前壁呈現出三角形寬廣之形狀，而其中心部即會厭結節（楔形結節；小角結節）的"後突"(backward projection)處。喉前庭包含前庭襞，在前庭襞與聲帶之間即是喉室。
喉前庭即是喉部側壁上的開口部分，介於前庭襞上方與聲帶下方之間。它是喉部側壁到喉室的入口。喉前庭即從會厭側壁延伸到覆有黏膜的杓狀軟骨的前庭韌帶所構成之部分。而聲帶即是覆有黏膜之環甲韌帶上半部多出的邊緣部分。再而環甲韌帶或其側韌帶即是環甲膜側向增厚之部分。

## 附加圖片

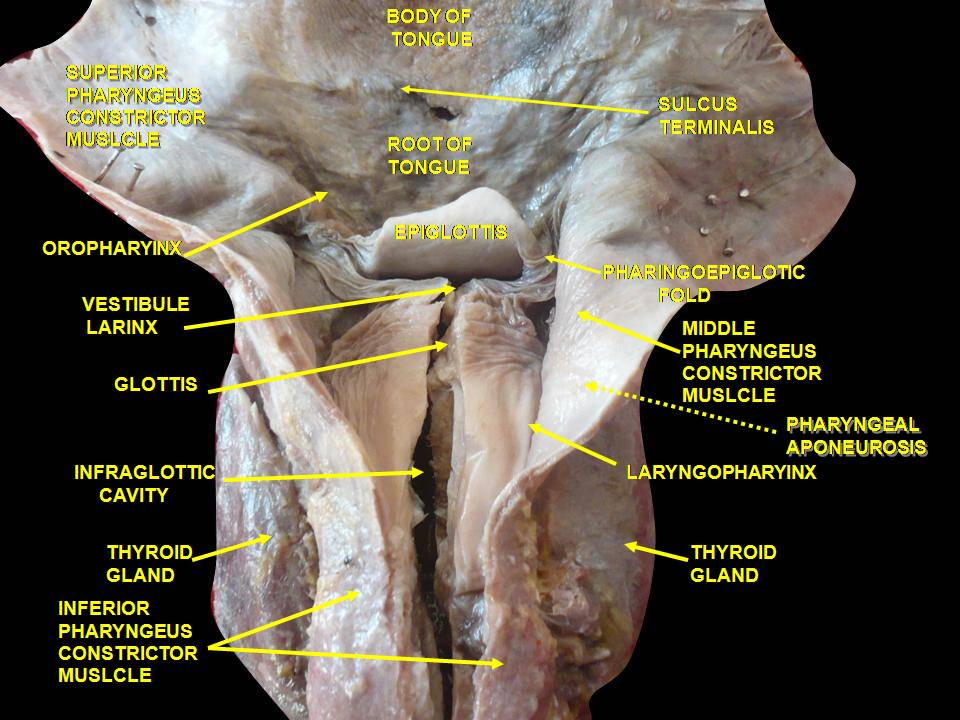
喉，咽及舌等部分之深層解剖後視圖。
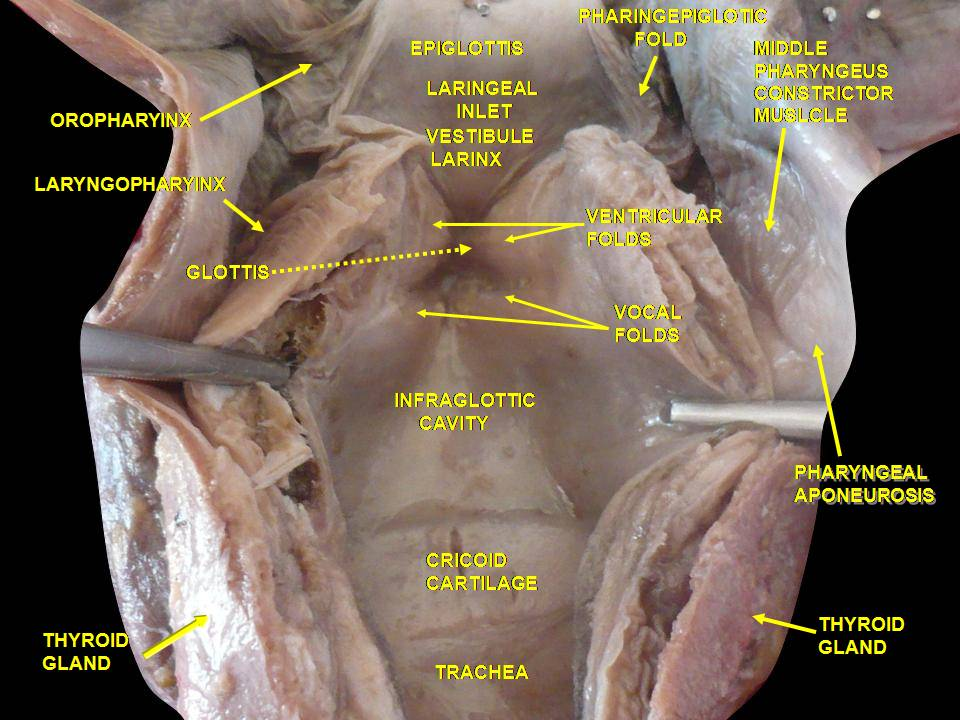
喉，咽及舌等部分之深層解剖後視圖。
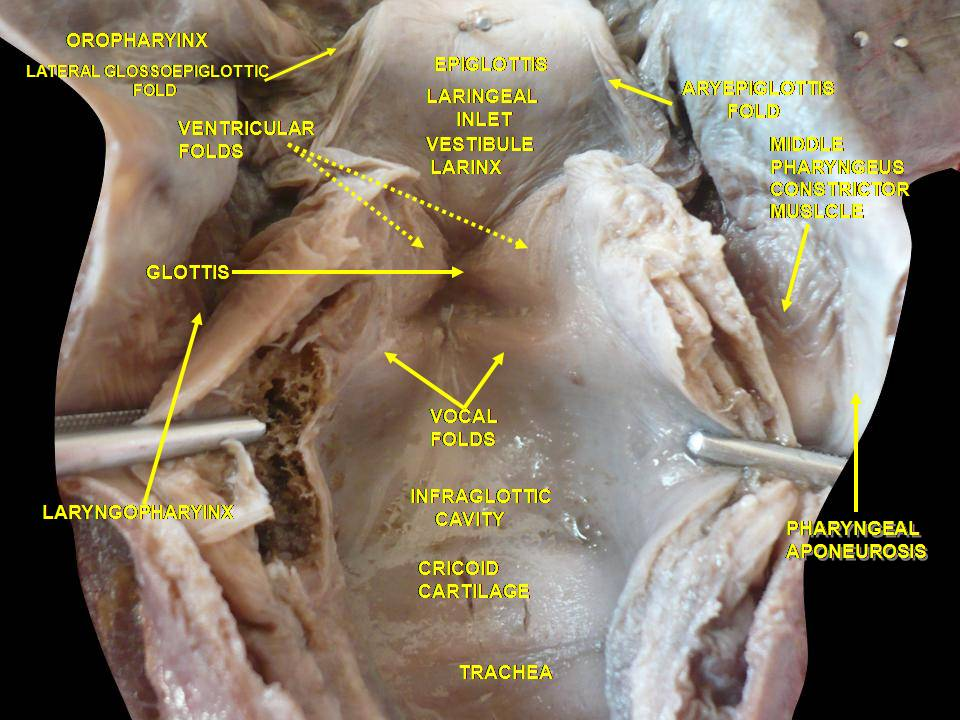
喉，咽及舌等部分之深層解剖後視圖。

## 外部連結
- 圖譜：rsa3p14 at the University of Michigan Health System - "Larynx, lateral view"
- （英文）lesson11 在韦斯利诺曼的解剖课上（乔治城大学） (larynxsagsect)